# Serge Boutinot
Serge Boutinot né le 19 mars 1923 à  Champagne-Mouton (Charente) et mort le 17 juillet 2017 à Saint-Quentin (Aisne), est un ornithologue français.

## Biographie

### Un ornithologue
Professeur de mathématiques à l'origine, Serge Boutinot fut l'auteur de nombreuses publications scientifiques, il est l'auteur d'une thèse intitulée Étude écologique de l'avifaune du Vermandois. Structure, dynamique et évolution des populations depuis 1950 soutenue le 23 avril 1980 à l'université de Reims.
Il s'orienta  ensuite plus nettement vers la protection de la nature et milita pour la création de la Réserve naturelle des Marais d'Isle à Saint-Quentin.

### Un militant de la cause animale
Il participa à la création, en 1976, du Rassemblement des opposants à la chasse (ROC) dont il fut l'un des administrateurs dès la création de l'association en 1976. Il fut ensuite administrateur de la Ligue ROC jusqu'en 2011.
Il a été membre du Conseil d'administration de la LPO en 1968.
Serge Boutinot œuvra sans cesse pour sensibiliser le public au respect de l’environnement. Il s'engagea contre les massacres des « nuisibles »,
la destruction de la nature, les durées excessives des périodes de chasse (ouvertures trop précoces et fermetures trop tardives) et les pratiques cruelles perpétuées au prétexte qu’elles sont traditionnelles.

## Liste partielle des publications
Au moins une de ses publications est citée dans Handbuch des Vögel Mitteleuropas. Band 5. Galliformes und Gruiformes de U.N. Glutz von Blottzheim, K.M. Bauer & E. Bezzel (1973) Akademische Verlagsgesellschaft, Wiesbaden, 700 p.
- 1970 : Oiseaux et Nids, l'École des Loisirs, (Visages de la Nature).
- 1975 : La Vie secrète des eaux dormantes, Éd. Rossel.
- 1983 : Nids, œufs et jeunes oiseaux, Ouest-France  (ISBN 285882567X)
- 2002 : L'Étang, Vuibert, (Thèmes)  (ISBN 271175121X)